# Сентер Појнт (Алабама)
Сентер Појнт (енгл. Center Point) град је у америчкој савезној држави Алабама. По попису становништва из 2010. у њему је живело 16.921 становника.

## Демографија
Према попису становништва из 2010. у граду је живело 16.921 становника, што је 5.863 (25,7%) становника мање него 2000. године.
| Група             | 2000.          | 2010.          |
| Белци             | 16.375 (71,9%) | 5.268 (31,1%)  |
| Афроамериканци    | 5.521 (24,2%)  | 10.635 (62,9%) |
| Азијати           | 126 (0,6%)     | 65 (0,4%)      |
| Хиспаноамериканци | 507 (2,2%)     | 806 (4,8%)     |
| Укупно            | 22.784         | 16.921         |